# Flotta del Pacifico (Russia)
La Flotta del Pacifico (in russo Тихоокеанский флот?, Tichookeanskij flot) è una delle più potenti flotte militari della Marina Russa (l'altra è la Flotta del Nord). Dotata di sottomarini nucleari, opera nell'Oceano Pacifico.

## Storia

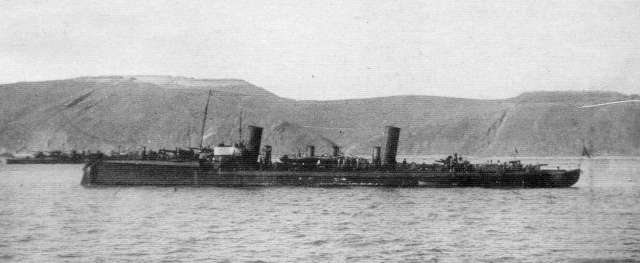
Il cacciatorpediniere Bditelnyi nel 1904 a Port Arthur

La flotta del Pacifico venne coinvolta in vari eventi bellici importanti, compresa la guerra russo-giapponese del 1904-05 che vide Port Arthur come principale porto operativo russo. Durante la guerra vi furono vari episodi sanguinosi al termine della quale i russi persero Port Arthur e la flotta del Pacifico dovette usare come base principale Vladivostok, dopo aver perso buona parte delle sue unità maggiori e molti equipaggi esperti.

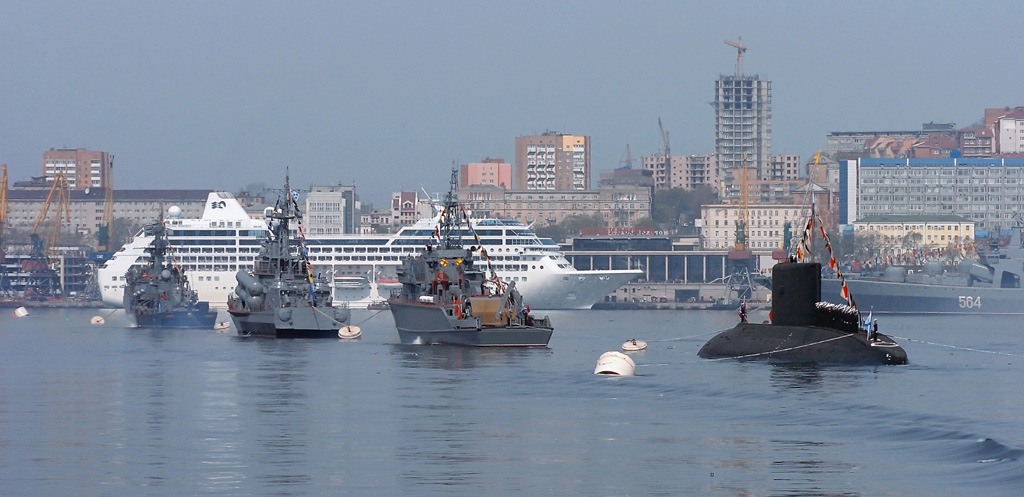
Rivista navale del 2006 per il 275º anniversario della flotta

La prima guerra mondiale vide il disfacimento della marina russa, compresa la flotta del Pacifico; con l'Intervento in Siberia da parte di una coalizione per due anni, dal 1918 al 1920, vi fu anche l'occupazione del porto di Vladivostok che impedì qualunque operazione navale alla neonata Repubblica Socialista Federativa Sovietica Russa. Ricostituita la flotta, fu ancora il Giappone la principale minaccia ma la tardiva dichiarazione di guerra sovietica al Giappone durante la seconda guerra mondiale impedì il confronto tra le due flotte. Alcune unità giapponesi dopo la fine della guerra vennero cedute all'Unione Sovietica in conto riparazioni ai danni di guerra; tra esse il cacciatorpediniere Hibiki che venne rinominato Pritky.
Successivamente l'aviazione navale sovietica divenne una potente forza aerea, con bombardieri a lungo raggio destinati agli attacchi antinave come i Tupolev Tu-22M noti nella NATO come Backfire, di cui alcuni reggimenti vennero schierati nei campi di volo della flotta del Pacifico; i campi di volo attorno a Vladivostok o nell'isola di Sachalin sono ancora a tutto il 2016 operativi anche se con numeri di aerei molto ridotti.

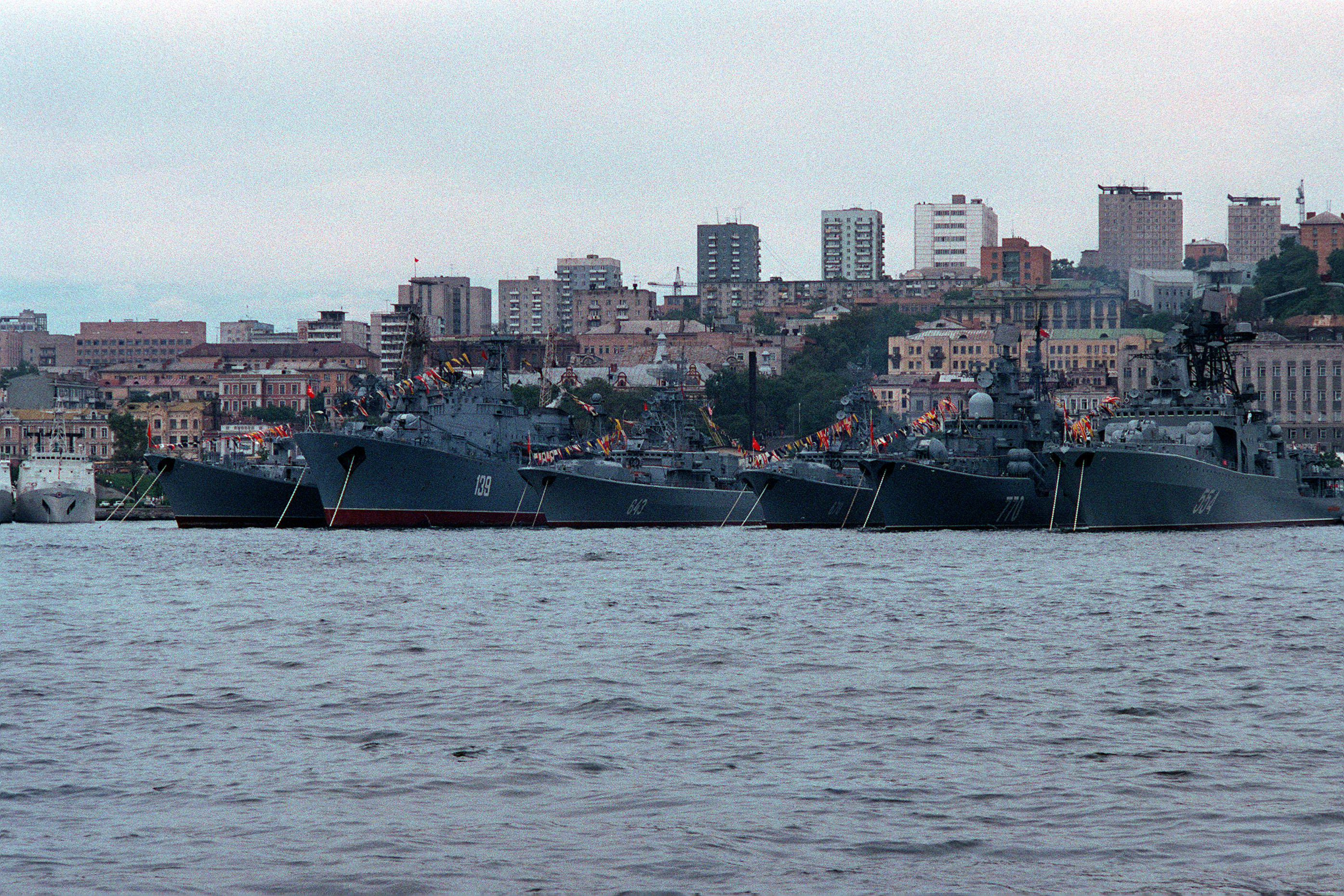
Navi della Flotta del Pacifico a Vladivostok nel 1990.

Tra navi da guerra e da appoggio, comprende in totale oltre 200 unità.
Il quartier generale si trova a Vladivostok.

## Struttura
Nel 2023 le truppe costiere della flotta sono composte dalle seguenti unità:
- 40ª Brigata fanteria di marina delle guardie "Krasnodar-Harbin"
- 155ª Brigata fanteria di marina delle guardie "Kursk-M.E. Gudkov"
- 72ª Brigata missilistica costiera
- 75ª Brigata missilistica costiera
- 520ª Brigata artiglieria missilistica costiera
- 1532º Reggimento missilistico contraereo
- 42º Punto ricognizione marino

## Comandanti
- Ammiraglio Jurij Panteleev (agosto 1953 - gennaio 1956)
- Viceammiraglio Valentin Čekurov (gennaio 1956 - febbraio 1958)
- Ammiraglio Vitalij Fokin (febbraio 1958 - giugno 1962)
- Ammiraglio Nikolai Amelko (giugno 1962 - marzo 1969)
- Ammiraglio della flotta Nikolaj Smirnov (marzo 1969 - settembre 1974)
- Ammiraglio Vladimir Maslov (settembre 1974 - agosto 1979)
- Ammiraglio Emil Spiridonov (agosto 1979 - febbraio 1981)
- Ammiraglio Vladimir Sidorov (febbraio 1981 - dicembre 1986)
- Ammiraglio Gennadij Chvatov (dicembre 1986 - aprile 1993)
- Ammiraglio Georgij Gurinov (aprile 1993 - maggio 1994)
- Ammiraglio Igor' Chmel'nov (maggio 1994 - febbraio 1996, in carica fino all'agosto 1995)
- Ammiraglio Vladimir Kuroyedov (febbraio 1996 - luglio 1997)
- Ammiraglio Michail Zacharenko (luglio 1997 - luglio 2001)
- Viceammiraglio Gennadij Suchkov (luglio - dicembre 2001)
- Ammiraglio Viktor Fedorov (dicembre 2001 - dicembre 2007)
- Ammiraglio Konstantin Sidenko (dicembre 2007 - 29 ottobre 2010)
- Ammiraglio Sergej Avakjanc (3 maggio 2012 – 20 aprile 2023; 29 ottobre 2010 – 3 maggio 2012 come ammiraglio ad interim)
- Ammiraglio Viktor Liina (dal 21 aprile 2023 - in carica)